# Paula Fuchs
Paula Fuchs (geb. Mauch)  (* 7. Juli 1922 in Stuttgart; † 14. Oktober 2013) war eine deutsche Kommunalpolitikerin. Sie war langjährige Vorsitzende der CDU-Fraktion im Heilbronner Gemeinderat und wurde 1997 zur Ehrenbürgerin von Heilbronn.

## Leben
Paula Mauch entstammte einer Eisenbahnerfamilie und kam mit den Eltern 1934 nach Heilbronn. Sie arbeitete bei der Reichsbahn und in Reisebüros, später als Buchhalterin ihres als Architekten tätigen Mannes. 1967 trat sie der CDU bei, gründete 1971 die CDU-Frauenvereinigung Heilbronn und wurde im selben Jahr erstmals in den Heilbronner Gemeinderat gewählt, dessen Mitglied sie bis September 1994 blieb. Sie war von 1976 bis 1993 Fraktionsvorsitzende der CDU und ehrenamtliche Stellvertreterin des jeweiligen Heilbronner Oberbürgermeisters. 1992 war sie Mitbegründerin der Senioren-Union.
Am 7. Juli 1982 wurde Paula Fuchs aus Anlass ihres 60. Geburtstages mit den goldenen Münzen der Stadt Heilbronn und des CDU-Landesverbandes ausgezeichnet. 1987 erhielt sie den Ehrenring der Stadt Heilbronn sowie das Bundesverdienstkreuz am Bande. 1993 wurde sie mit der Verdienstmedaille des Landes Baden-Württemberg ausgezeichnet, 1997 wurde sie Ehrenbürgerin von Heilbronn. Außerdem war sie Ehrenvorsitzende der Heilbronner CDU. 2017 wurde die unter der Bezeichnung Westrandstraße geplante Durchgangsstraße im noch zu errichtenden Stadtteil Neckarbogen in Paula-Fuchs-Allee umbenannt.